# Alcoa Presents: One Step Beyond

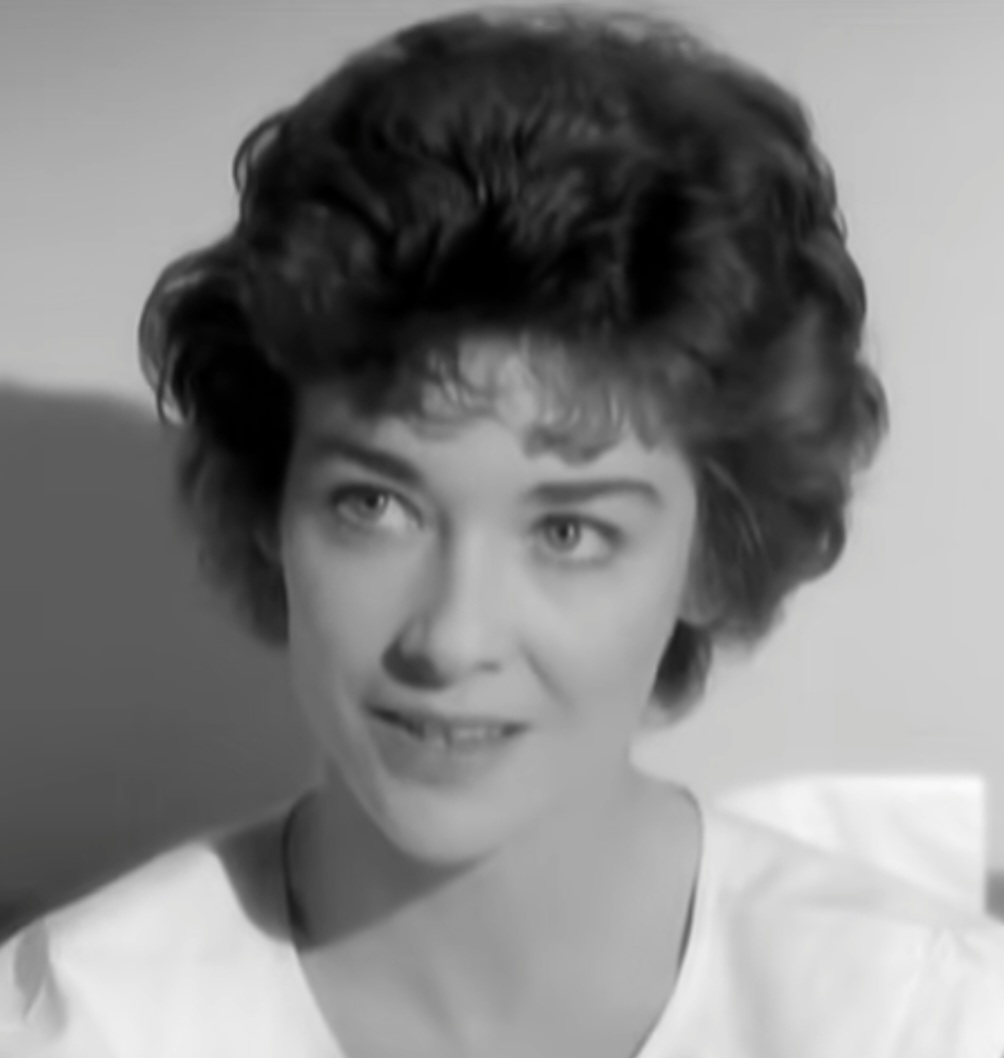
Virginia Leith in uno degli episodi della serie

Alcoa Presents: One Step Beyond è una serie televisiva antologica di genere fantastico creata da Merwin Gerard. La serie originale fu trasmessa per tre stagioni dall'ABC dal gennaio 1959 al luglio 1961.
Prodotto da Collier Young, One Step Beyond è stata presentata da John Newland, "la vostra guida al soprannaturale" (anche citato come "La nostra guida nel mondo dell'ignoto"). Newland, che ha anche diretto ogni episodio, presentava storie che esploravano eventi paranormali e varie situazioni che non sembravano avere spiegazione "logica". A differenza di altri programmi antologici, gli episodi della serie della rete ABC erano presentati sotto forma di semplici documentari di 30 minuti, tutti detti essere basati su "eventi umani" (il che implicava essere eventi realmente accaduti); tuttavia, gli eventi descritti erano più simili a leggende metropolitane popolari drammatizzate per la TV. Il programma includeva il nome dell'azienda sponsor Alcoa nel titolo per la sua trasmissione iniziale. In syndication, il titolo del programma divenne semplicemente One Step Beyond.
One Step Beyond era trasmesso nella fascia oraria delle 22:00 del martedì lasciato libero dalla serie Confession.
Nei vari episodi, One Step Beyond ha affrontato la premonizione della morte (The Lincoln Assassination) e il disastro (Tidal Wave, Night of 14 April); proiezione astrale (The Long Call); l'esistenza di fantasmi (The Last Time, The Death Waltz); e una coincidenza improbabile (Reunion, Death on the Mountain, ecc.). Paula Raymond è apparsa nel terzo episodio della prima stagione, inizialmente trasmesso il 3 febbraio 1959, nell'episodio intitolato "Emergency Only".
One Step Beyond è spesso paragonato a Ai confini della realtà, poiché serie antologica e per il genere delle  storie raccontate anche se la seconda era esplicitamente una serie con vicende inventate (sia di fantascienza che fantastici) mentre One Step Beyond sosteneva solo di raccontare storie basate su "human records" (eventi documentati).

## Trasmissione in syndication
Dopo la sua prima cancellazione nel 1961, la serie continuò ad essere mostrata in tutti gli Stati Uniti in syndication off-network fino agli inizi degli anni ottanta.
Per la sua uscita in televisione per Sci-Fi Channel negli anni novanta, ai titoli iniziali e finali furono dati nuovi temi musicali e grafici progettati per l'epoca, come se lo spettacolo fosse proseguito negli anni '90. Questi episodi sono stati inoltre modificati nella durata.
Gli episodi sono attualmente trasmessi dalla rete televisiva Retro come sottocanale digitale in alcuni mercati statunitensi. Sono disponibili anche episodi completi per lo streaming digitale su Amazon Prime.

## The Next Step Beyond
Nel 1978, la serie fu ripresa in parte da Gerard e Young, con John Newland che presentò e diresse la maggior parte degli episodi; la nuova serie fu chiamata The Next Step Beyond. La serie fu trasmessa per un anno con 25 episodi, 14 dei quali erano remake di episodi di One Step Beyond.

## Episodi
| Stagione         | Episodi | Prima TV USA | Prima TV Italia |
| ---------------- | ------- | ------------ | --------------- |
| Prima stagione   | 22      | 1959         |                 |
| Seconda stagione | 39      | 1959-1960    |                 |
| Terza stagione   | 36      | 1960-1961    |                 |